# ソーシャライト

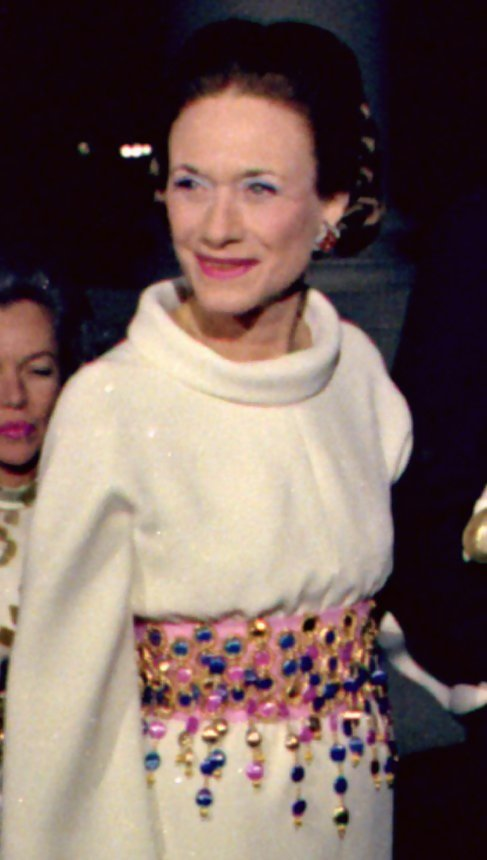
ヨーロッパのソーシャライト、ウィンザー公爵夫人ウォリス・シンプソン（1970年）

ソーシャライトないしソーシャライツ（Socialite）は、社交界の名士の意。主にアメリカで用いられる用語、アメリカ英語の言葉である。

## 概要
上流階級や富裕層に属するエンターテインメント性に富み、チャリティー活動（あるいはフィランソロピー、慈善事業）に携わったり、社会団体に属している人物やその家族を指す。

ほとんどが親や夫など親族が築いた財産により暮らしており、名義上親族企業の一員として名を連ねることもあるが、実務に関わることはほとんどない（実務で手腕を発揮している場合はビジネスマン・ビジネスウーマン・ビジネスパーソンと呼ばれることが多い）。

## 各国事情

### ヨーロッパ諸国

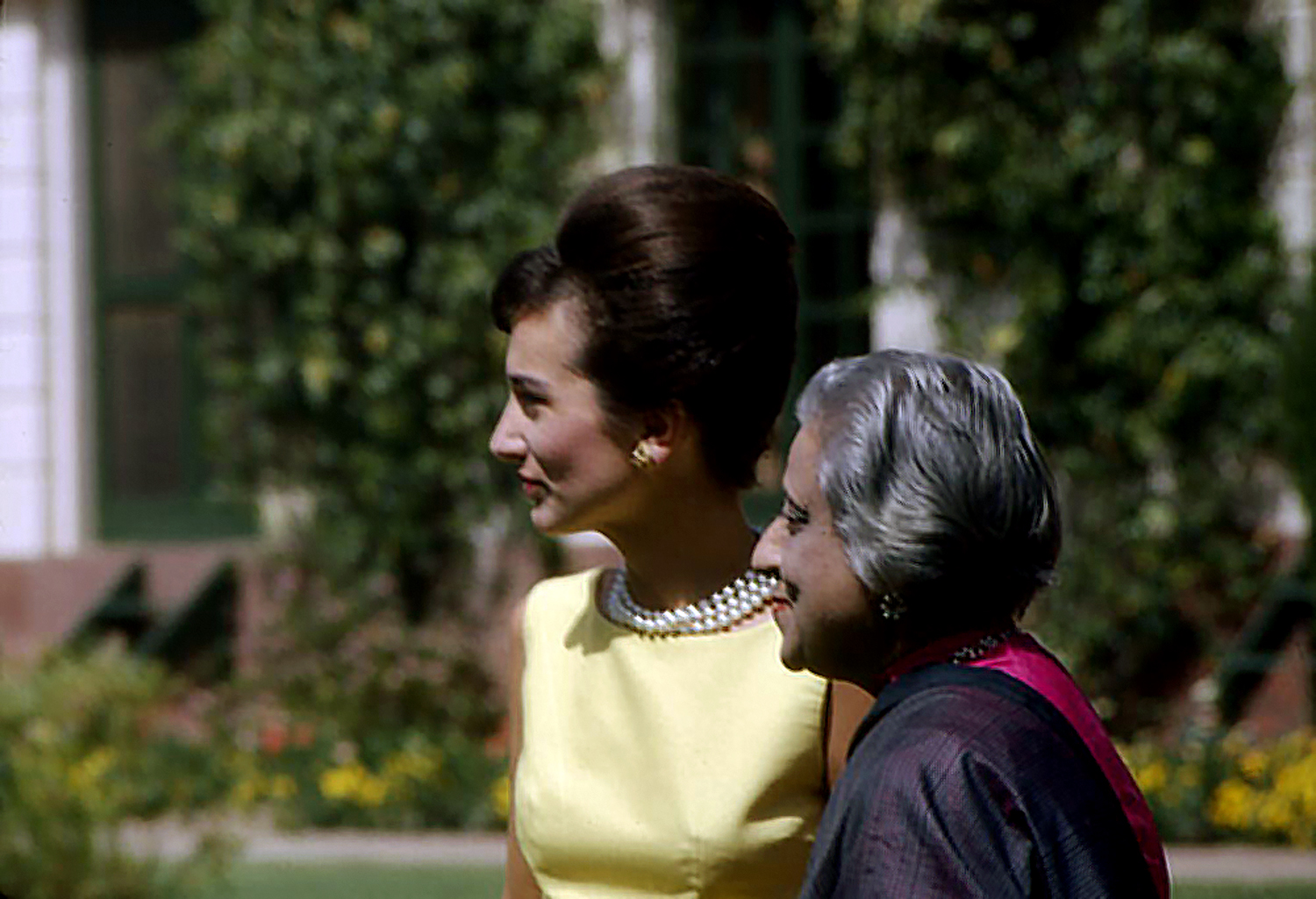
欧米を股に掛けるソーシャライト、リー・ラジウィル（左、1962年）

ヨーロッパでは、概して「『由緒ある家』に生まれ、裕福な男性と結婚し、社交界で積極的に活動する女性」を指すことが多いとされる。

#### イギリス
イギリスでは男女を問わず、貴族やジェントリ、富裕層の一族など、潤沢な不労所得のために基本的に働く必要がなく、社交界で活躍する人々を指す。
主な人物については、

#### フランス
フランスではチャリティに携わったり、ジェット機を乗り回し、スキャンダルに見舞われる、社交界の人物や上流階級（ハイソサエティ）、上層ブルジョワジー（資本家）といったその種の人物を指すアメリカ英語の言葉とする。関連する言葉として、フランス語版では、上層ブルジョワジーや、フランスの上層ブルジョワ層（"19家族"と括られたりする）に浸透したユグノーを挙げている。あるいは英米のWASP、ヤッピー、ハンプトンズ等の言葉を挙げている。
フランス革命や7月革命を経て、第三共和政の成立を受けて貴族制度は公式上無くなったが、それら子孫や富裕層の一族などを中心に謂わば「ソーシャライト」が形成されている（「フランス銀行#200家族」等も参照）。
主な人物については、

### アメリカ
19世紀以降、エスタブリッシュメント、あるいは生まれ、人種、教育、経済的地位等で括られた著名なファミリーを指している。特に1886年、ドイツ系アメリカ人のルイス・ケラーによる「"New York Social Register （ニューヨークの紳士録）"」は、ニューヨークを"造った人々"であるニッカボッカーをまとめて編集発行したものとして知られている。
しかし、アメリカは国の歴史が浅い上に、貴族制度や華族制度などの階級制度が存在したことがないために、下記「25ans」誌同様に単なる有名人や成金、資産家、またその子供や子孫を「ソーシャライト」と称したりして、「セレブリティ」との区別が曖昧なところがあるとされる。また、資産家の親を持つ女性を指す場合が多いが、稀に男性にも使われる。
プロではないが、その人脈や知名度のメリットから、ソーシャライト（名士）に対して「セレブタント」と呼ばれるような、映画やテレビ番組、ファッションブランドの宣伝に携わる者もいる。
主な人物については、

### 日本
日本では言葉自体が浸透していない。
女性向けファッション雑誌「25ans」が積極的に取り上げ、同誌独自の定義を提示している。同誌では「リーダー的存在」、「『名家』出身ながらも独立している」、「海外で働いた経験がある人物」のいずれかであることなどを「ソーシャライト」としている。また「単なる『セレブリティ』とは区別されている」とされる。
主な人物については、

## ギャラリー

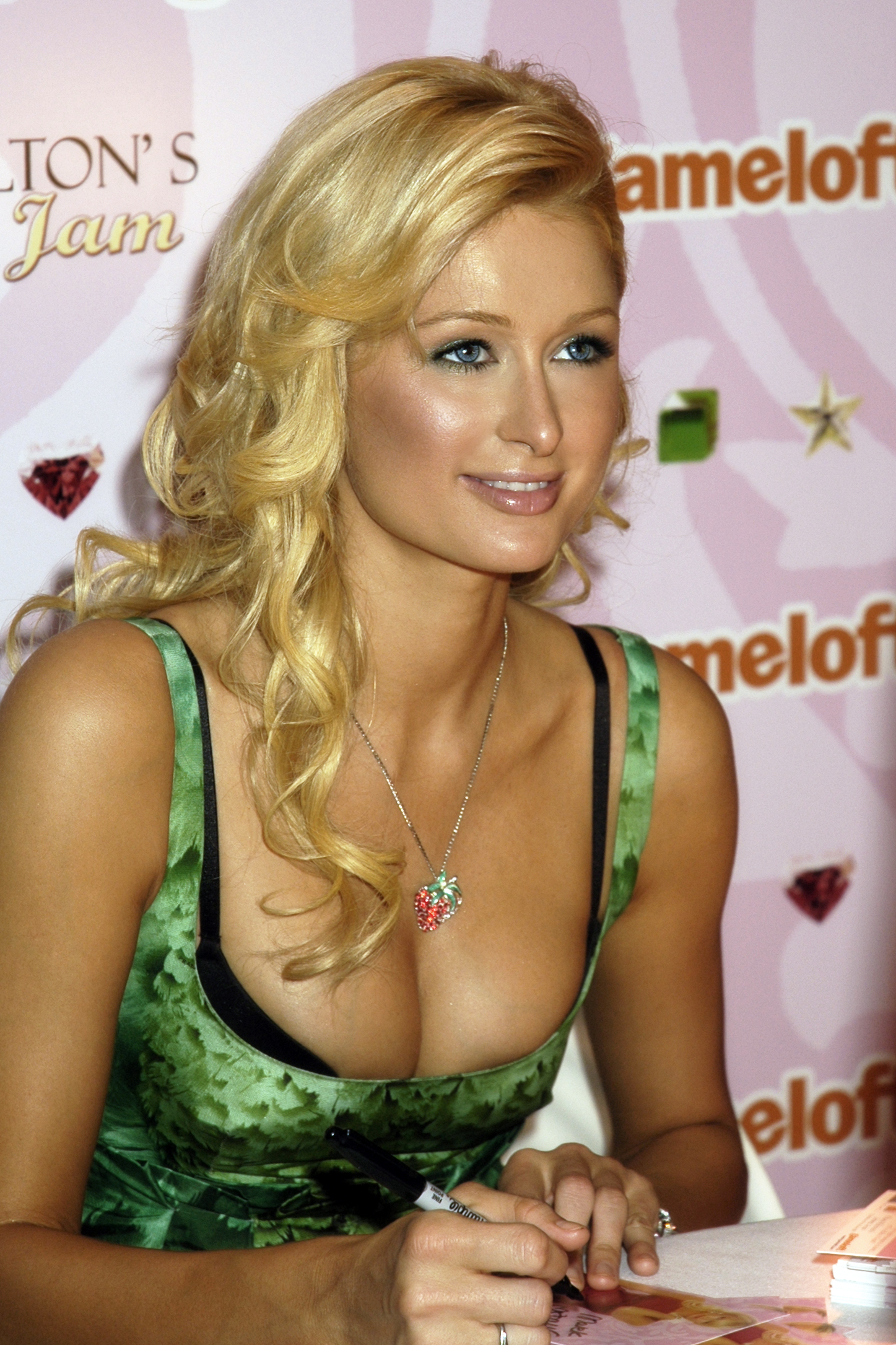
アメリカの"ソーシャライト（セレブタント）"、パリス・ヒルトン（2006年）
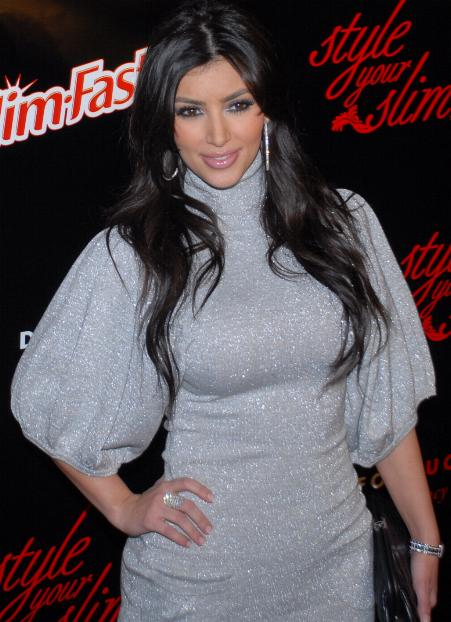
アメリカの"ソーシャライト（セレブタント）"、キム・カーダシアン（2007年）